# Philippe Mancini
Pour les articles homonymes, voir Mancini.
Philippe Julien Mancini (26 mai 1641 à Rome-8 mai 1707 à Paris) est un noble français d'origine italienne, neveu du cardinal Mazarin.

## Biographie
Il est le fils de Michele Lorenzo Mancini (it) (1602-1656), noble romain, alchimiste et astrologue, et de Geronima Mazzarini (1614-1656), sœur du cardinal Mazarin. Son oncle le fit venir à Paris avec ses sœurs et leur assura une place de choix dans la haute société. Jeune homme, il fréquenta le salon de Paul Scarron dont la jeune épouse, la future madame de Maintenon, se lia d'amitié avec sa sœur, Marie Mancini, dont le roi avait été amoureux. En 1660, il fut créé duc de Nevers, duché acheté par son oncle, mais le parlement de Paris refusa d'enregistrer la création. Une nouvelle création en 1676 n'eut pas plus de succès. En 1661, il hérita d'une partie de la colossale richesse de son oncle.
Il vend en 1693 la seigneurie de Neuffontaines au maréchal Sébastien Le Prestre de Vauban.
On lui attribue la paternité d'un sonnet, au départ voulu comme une critique de Phèdre de Racine, qui déclencha les hostilités de « l'affaire des sonnets ».
On le présente aussi comme celui qui aurait initié Philippe d'Orléans, frère de Louis XIV, aux relations homosexuelles.

## Famille
Fils de Geronima Mazzarini et du baron Michele Lorenzo Mancini, il est le frère de
- Laure-Victoire, duchesse de Mercœur,
- Paul Jules qui tué à la bataille du faubourg Saint-Antoine,
- Olympe, comtesse de Soissons,
- Marie, princesse Colonna,
- Hortense, duchesse de La Meilleraye et de Mazarin,
- Alphonse, qui mourut jeune,
- Marie Anne Mancini, duchesse de Bouillon.

Il épouse en 1670 Diane Gabrielle Damas de Thianges, nièce de la maîtresse du roi, Madame de Montespan, amie fidèle de la duchesse du Maine qui l'invite à ses salons littéraires et aux fêtes des Grandes Nuits de Sceaux qu'elle donne en son château de Sceaux dans le cercle restreint des Chevaliers de l'Ordre de la Mouche à Miel.
Six enfants sont nés de cette union, dont :
- Diane Gabrielle Victoire Mancini (1672-1716), qui épousera Charles Louis Antoine de Hénin-Liétard, prince de Chimay ;
- Philippe Jules François Mancini (1676-1769), prince de Vergagne/Vergano Novarese, puis duc de Nevers ;
- Diane Adélaïde Philippe Mancini (1687-1747), qui épousera Louis-Armand de Lauzières-Thémines, duc d'Estrées ;
- Jacques Hippolyte Mancini (1690-1759), marié en 1719 avec Anne-Louise de Noailles, d'où une fille unique, Marie Diane Zéphirine (1726-1755), qui épousera Louis-Héracle-Armand XXI de Polignac : d'où les ducs de Polignac (Jules), et les Grimaldi de Monaco depuis Pierre et son fils Rainier III.

## Armoiries

Armes, selon Rietstap.

Écartelé : aux 1 et 4 d'azur, à un faisceau des licteurs d'or, lié d'argent, la hache du même, à la fasce de gueules, brochant sur le tout et chargé de trois étoiles d'or (de Mazarin (it)) ; aux 2 et 3 d'azur, à deux poissons d'argent (adossés selon le père Anselme) en pal (de Mancini).,,,
Selon RietstapÉcartelé: aux 1 et 4, d'azur, à une hache d'armes d'argent dans son faisceau de licteurs d'or lié aussi d'argent (de Mazarin (it)) ; aux 2 et 3, d'azur, à deux brochets nageants d'argent, l'un sur l'autre (Mancini).